# Gov-Altaj
Gov-Altaj (mongolsk: Говь-Алтай, tr. Gov-Altaj) er en af Mongoliets 21 provinser. Totalt har provinsen 63 673 indbyggere (2000) og et areal på 141 400 km². Provinsens hovedstad er Altaj.